# Stuart Bithell
Stuart Bithell (ur. 28 sierpnia 1986 w Rochdale) – brytyjski żeglarz sportowy, srebrny medalista olimpijski.
Startuje w klasie 470, gdzie jego partnerem jest Luke Patience zdobył srebro podczas igrzysk w Londynie.

## Osiągnięcia sportowe

### Igrzyska olimpijskie
| Miejsce | Dzień       | Rok  | Miejscowość | Konkurencja | Punkty  | Strata | Zwycięzca                             |
| ------- | ----------- | ---- | ----------- | ----------- | ------- | ------ | ------------------------------------- |
| 2.      | 10 sierpnia | 2012 | Weymouth    | 470         | 30 pkt. | 8 pkt. | Australia Mathew Belcher Malcolm Page |